# Pensami così
Pensami così è un singolo del gruppo musicale italiano Le Vibrazioni, pubblicato il 28 settembre 2018.

## Video musicale
Il videoclip è stato pubblicato il 28 settembre 2018 sul canale Vevo-YouTube del gruppo.